# Lumbovski
Lumbovski je otok na izlazu iz Lumbovskog zaljeva Bijelog mora, 1 km od Terske obale poluotoka Kola. Duljina otoka je 3 km, a širina 2 km. Površina je brežuljkasta močvarna zaravan, visoka do 54 m (planina na jugozapadu otoka). Vegetacija je tundra. Na otoku se nalaze dva mala jezera. Na sjeverozapadnom dijelu otoka nalazi se ribarska koliba. Otok je prikazan na nizozemskoj karti Johanna van Keulena iz 1682. godine.